# Ulica Iwana Mazepy we Lwowie
Ulica hetmana Iwana Mazepy (ukr. Вулиця Гетьмана Мазепи) – jedna z ulic Lwowa. Biegnie od ulicy Hrinczenki do Zamarstynowskiej. Dawne nazwy: Topolna, miasta Pecs.

## Historia
Ulica została wytyczona w latach 30. XX wieku, od 1936 nosiła obecną nazwę. W 1945 nazwę zmieniono na Topolną, a w 1981 na Miasta Pecs, które jest miastem partnerskim Lwowa i gdzie jedną z ulic nazwano na cześć Lwowa. W 1990 przywrócono nazwę z 1936. Współczesną zabudowę ulicy tworzą bloki z wielkiej płyty o wysokości 4 i 8 pięter.